# Kowale (rejon głębocki)
Kowale (biał. Кавалі, Kavali; ros. Ковали, Kowali) – wieś na Białorusi, w obwodzie witebskim, w rejonie głębockim. Wchodzi w skład sielsowietu Obrub. Wieś leży 8 km na południowy wschód od Głębokiego.
Siedziba parafii prawosławnej pw. Zaśnięcia Matki Bożej.
Wieś duchowna położona była w końcu XVIII wieku w województwie połockim.

## Historia
W 1870 roku wieś leżała w wołoście Głębokie, w powiecie dziśnieńskim guberni wileńskiej. Wchodziła w skład majątku Łastowice. Wieś Kowale została opisana w Słowniku geograficznym Królestwa Polskiego.
W latach 1921–1945 wieś leżała w Polsce, w województwie wileńskim, w powiecie dziśnieńskim, w gminie Głębokie.
Według Powszechnego Spisu Ludności z 1921 roku zamieszkiwały tu 233 osoby, 227 było wyznania prawosławnego, a 6 mojżeszowego. Jednocześnie 6 mieszkańców zadeklarowało polską przynależność narodową, 219 białoruską, a 8 rosyjską. Było tu 40 budynków mieszkalnych. W 1931 w 45 domach zamieszkiwało 250 osób.
Wierni należeli do parafii rzymskokatolickiej w Głębokiem i miejscowej prawosławnej. Miejscowość podlegała pod Sąd Grodzki w Głębokiem i Okręgowy w Wilnie; właściwy urząd pocztowy mieścił się w Głębokiem.
Po agresji ZSRR na Polskę w 1939 roku wieś znalazła się pod okupacją sowiecką, w granicach BSRR. Po ataku Niemiec na ZSRR, 24 czerwca 1941 przez miejscowość przechodziła kolumna więźniów z Berezwecza, którzy zostali rozstrzelani dwa dni później w Mikałajewie (zob. droga śmierci Berezwecz-Taklinowo).
W latach 1941–1944 wieś była pod okupacją niemiecką. Następnie leżała w BSRR. Od 1991 roku w Republice Białorusi.

## Zabytki
- Cerkiew Zaśnięcia NMP, zabytek architektury drewnianej z 1748 roku. Zbudowana jako kościół Karmelitów. W latach 40. XIX w. została skonfiskowana przez państwo i przekazana Cerkwi prawosławnej. Pod koniec XIX wieku była rekonstruowana. Świątynia otoczona jest kamiennym murem z ceglaną bramą. Służy miejscowej parafii.

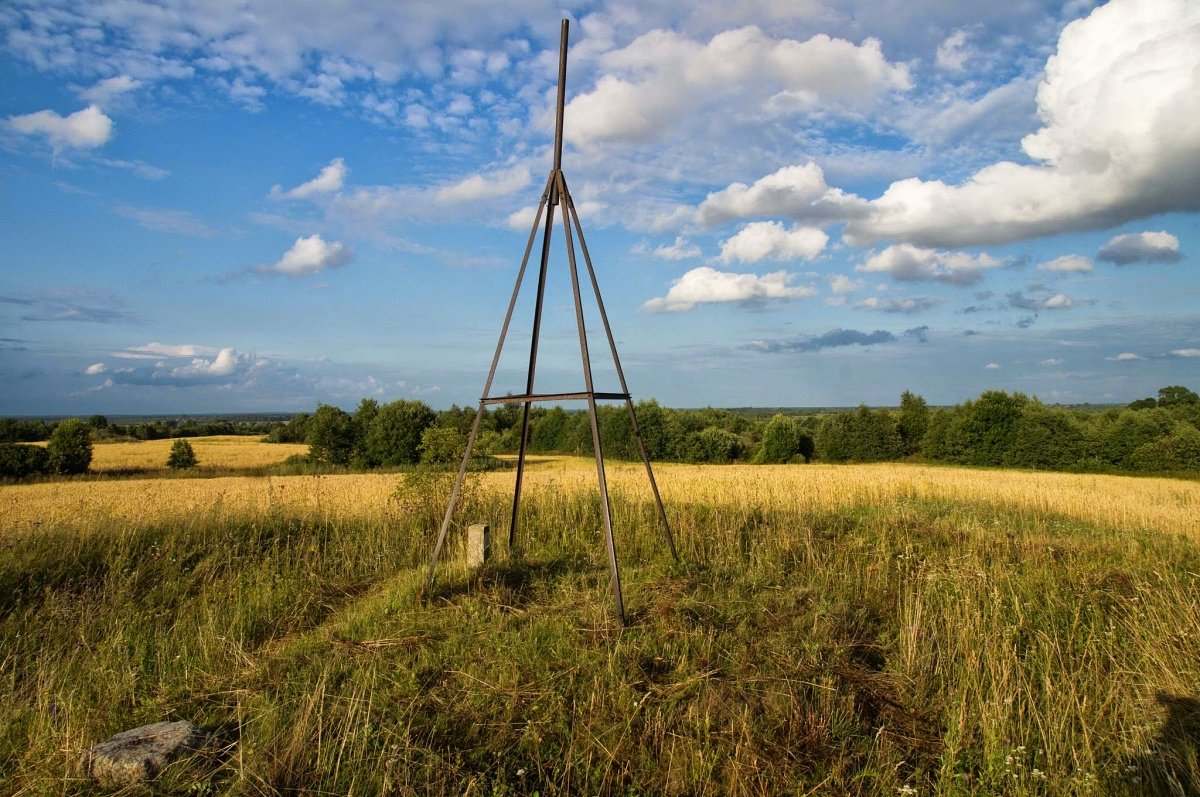
Znak geodezyjny
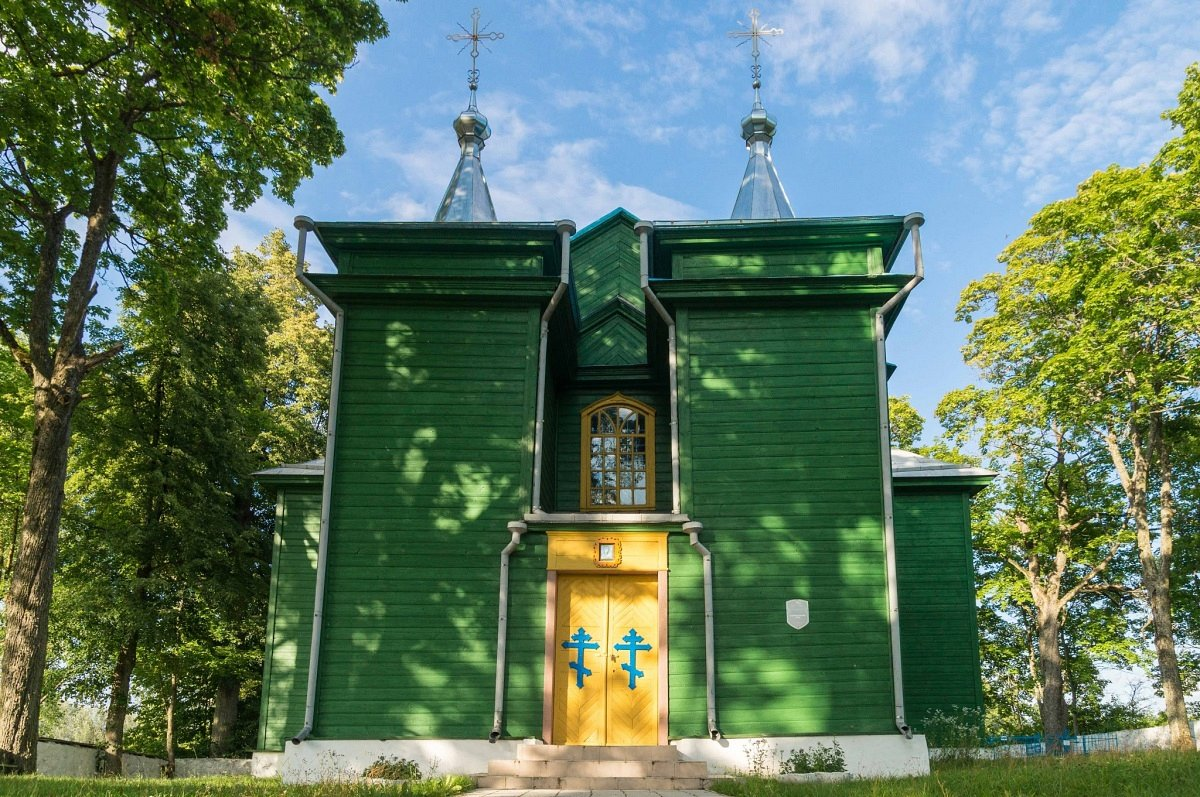
Cerkiew
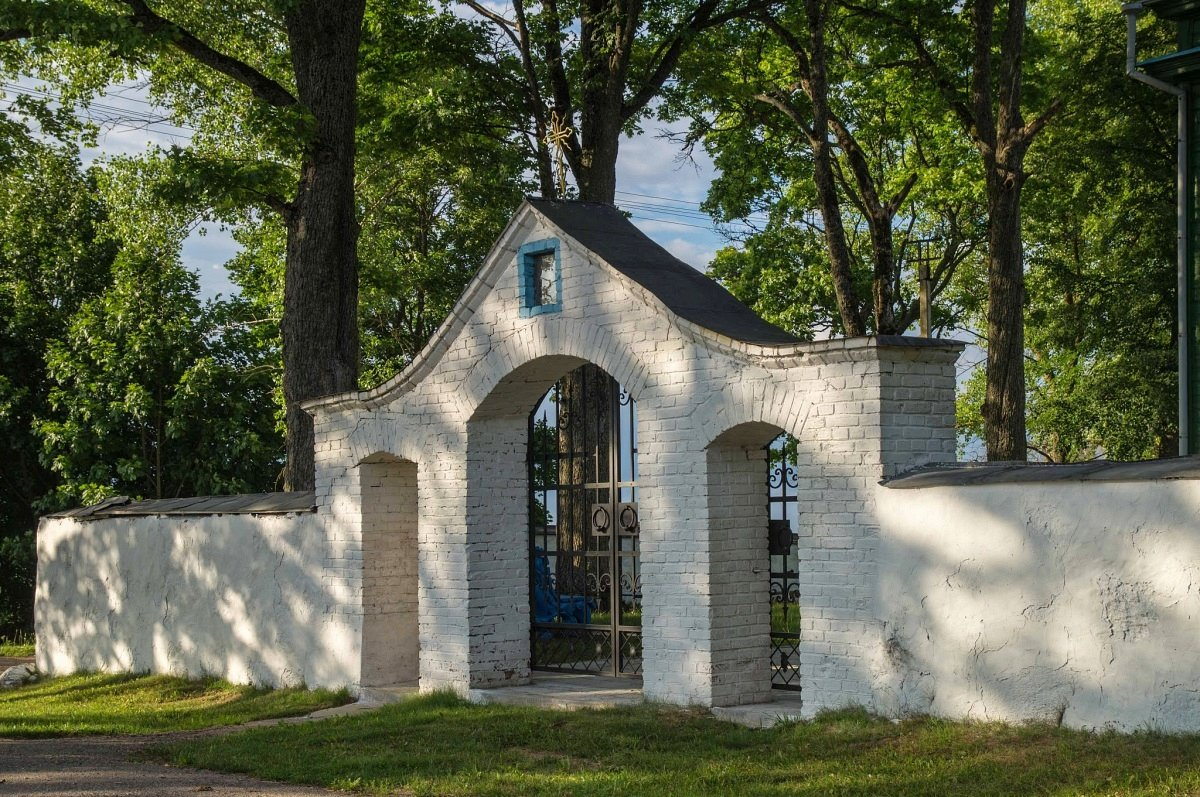
Brama cerkwi